# Highford Beck
Der Highford Beck ist ein Wasserlauf im Lake District, Cumbria, England. Er entsteht westlich des White How am White Moss und fließt zunächst in westlicher und dann südwestlich des Weilers Birkerthwaite in nördlicher Richtung bis zu seiner Mündung in den Smallstone Beck.